# 泉州公交20路
泉州公交20路是中华人民共和国泉州市境内的一条公共交通线路，全程19.3公里。起讫点为院前公交站至苏夫人姑庙，运营时间为院前公交站：7:00-19:10；苏夫人姑庙：6:10-18:25。

## 历史
- 1998年6月1日，当时的泉州市公交公司（公交集团前身）开通20路小公共汽车。初期运行区间为温陵公交站-清源洞，使用车辆为12部峨眉牌小巴，运营时间则因缺乏资料而不明[1]
- 2001年1月，20路拆分为20路和28路，20路运营区间调整为泉秀花园-少体校。运营时间调整为6:30-17:36[2][3]，并划拨4部小巴至28路
- 2004年8月，20路接手并更换自30路退下的10部牡丹MD6600小巴
- 2004年11月20日，20路取消途径泉秀街、泉秀花园，改为途径温陵南路、泉州大桥、兴贤路、笋江路、南环路至苏夫人姑庙始发终到，并恢复有人售票2.5元/人[4][5]
- 2005年3月13日，20路重新启用无人售票制度，票价不变[6]
- 2005年9月5日，20路再一次拆分为20路及41路，20路运营区间调整为云谷公交站-苏夫人姑庙[7]，并增加6部自3路、4路退下的小巴，同时划拨8部小巴至41路。
- 2005年12月，因泉州大桥南立交桥施工，20路取消途径温陵南路、泉州大桥，改为途径义全街、堤后路、顺济新桥至兴贤路后原线行驶[8]
- 2007年3月18日，因坪山高架桥施工建设需要，20路取消途径坪山路，改为途径宝洲街、云鹿路、津淮街、刺桐北路、丰泽街至云谷公交站[9]
- 2007年7月12日，因桥南立交桥建成通车，20路恢复途径泉州大桥，并取消途径义全街、堤后路、笋江大桥、兴贤路
- 2007年12月10日，因泉州大桥北桥头实行单向行驶。20路往苏夫人姑庙方向改为途径田安南路、泉秀街、温陵南路至泉州大桥后原线行驶，而返程则不变[10]
- 2008年1月1日，20路接手并更换自4路退下的14部华夏AC6750Q型汽油无空调公交车
- 2008年1月22日，坪山高架桥建成，20路取消途径宝洲街、云鹿路、津淮街、刺桐北路、丰泽街，改为途径坪山路至云谷公交站[11]
- 2010年11月，20路接手并更换自40路退下的8部亚星JS6880C93H型柴油空调公交车
- 2011年2月19日，因建设津淮高架桥施工的需要，20路取消途径坪山路泉州农校段，改为途径津淮街、刺桐北路、丰泽街至云谷公交站[12]
- 2011年11月23日，因坪山路辅道管道施工需要，20路双向改道途径津淮高架桥，取消途径津淮街、刺桐北路、丰泽街、坪山路辅路[13]
- 2012年2月28日，因坪山路辅道施工完成，20路取消途径津淮高架桥，改为途径坪山路辅路行驶[14]
- 2012年7月8日，因泉州大桥北桥头取消单向循环，20路往苏夫人姑庙方向取消途径田安南路、泉秀街。温陵南路，改为双向途径宝洲街行驶[15]
- 2015年2月，因开通702路的需要，泉州公交划拨20路一部亚星JS6880C93H至702路，20路配车数降为7部
- 2016年12月，20路接手并更换自1路、8路退下的7部福达FZ6890UF3G3型柴油空调公交车，原有JS6880C93H退役
- 2017年6月30日，20路票价由分段计价¥2.0降为一票制¥1.0[16][17]
- 2018年5月21日，20路全线更换为7部大金龙XMQ6802AGBEVL2型空调电动巴士，原有FZ6890UF3G3封存退役。
- 2019年7月10日，因云谷公交站施工的需要，20路取消途径丰冠路、丰泽街，改为途径坪山路、妙云街至院前公交站始发终到
- 2021年5月30日，受当日强降雨影响，南环路经贸学院路段出现积水无法通行。受此影响20路当日取消途径高新科技园至苏夫人姑庙等站点，次日恢复。[18]
- 2021年10月13日，因泉州大桥加固施工封闭半幅车道，20路自该日起双向取消途径泉州大桥、南迎宾大道、兴贤路。改为途径温陵南路、涂门街、新门街、笋江大桥至笋江路东段后原线行驶，其余不变。[19]
- 2022年1月11日，泉州大桥恢复双向通车，20路自该日起双向取消途径温陵南路、涂门街、新门街、笋江大桥，恢复途径泉州大桥、南迎宾大道、兴贤路。[20]
- 2022年3月16日，因疫情防控要求暂停中心市区范围内所有公交线路运营。20路自当日首班起暂停运营至4月15日。[21]
- 2022年4月16日，20路恢复运营。临时取消停靠丰泽区行政服务中心、客运中心站东门等站点，运营时间临时调整为苏夫人姑庙7:00-17:30、院前公交站7:40-18:00。[22]
- 2022年4月18日，20路恢复停靠丰泽区行政服务中心、客运中心站东门等站，运营时间恢复为院前公交站7:00-19:10、苏夫人姑庙6:10-18:25[23]
- 2024年10月31日，因南环高架桥施工，自该日起20路往苏夫人姑庙方向临时取消停靠高新科技园、泉州经贸学院等站。

## 站点
| 路线 | 路线 | 路线 | 所在地区、街道 | 所在地区、街道 | 站点名         | 备注                    |
| ---- | ---- | ---- | -------------- | -------------- | -------------- | ----------------------- |
|      |      |      | 丰泽区         | 妙灵街         | 院前公交站     | 起讫站                  |
|      |      |      | 丰泽区         | 坪山路         | 妙云街口       | 原名 丰泽区行政服务中心 |
|      |      |      | 丰泽区         | 坪山路         | 客运中心站东门 |                         |
|      |      |      | 丰泽区         | 坪山路         | 坪山路南段     |                         |
|      |      |      | 丰泽区         | 坪山路         | 宝洲街口       | 原名 丰泽客运站         |
|      |      |      | 丰泽区         | 宝洲街         | 雅园路口       | 原名 行政执法局         |
|      |      |      | 丰泽区         | 宝洲街         | 宝洲街中段     | 浦西万达广场            |
|      |      |      | 丰泽区         | 宝洲街         | 浦西村口       |                         |
|      |      |      | 丰泽区         | 宝洲街         | 东南医院       |                         |
|      |      |      | 丰泽区         | 宝洲街         | 宝洲街西段     | 原名 宏昌宾馆           |
|      |      |      | 鲤城区         | 兴贤路         | 浦口           |                         |
|      |      |      | 鲤城区         | 兴贤路         | 上埕路口       |                         |
|      |      |      | 鲤城区         | 兴贤路         | 泉州建材市场   |                         |
|      |      |      | 鲤城区         | 兴贤路         | 王宫           |                         |
|      |      |      | 鲤城区         | 兴贤路         | 锦工中路口     | 原名 联泰第一城         |
|      |      |      | 鲤城区         | 兴贤路         | 霞洲           |                         |
|      |      |      | 鲤城区         | 兴贤路         | 浮桥           |                         |
|      |      |      | 鲤城区         | 笋江路         | 笋江路东段     |                         |
|      |      |      | 鲤城区         | 笋江路         | 笋江路中段     |                         |
|      |      |      | 鲤城区         | 笋江路         | 市中医院       | 原名 笋江路西段         |
|      |      |      | 鲤城区         | 南环路         | 高新科技园     | ↑                       |
|      |      |      | 鲤城区         | 南环路         | 泉州经贸学院   | ↑                       |
|      |      |      | 鲤城区         | 南环路         | 赤土村口       |                         |
|      |      |      | 鲤城区         | 南环路         | 鲤城教育基地   |                         |
|      |      |      | 鲤城区         | 南环路         | 泉海机械       |                         |
|      |      |      | 鲤城区         | 南环路         | 上村路口       |                         |
|      |      |      | 鲤城区         | 南环路         | 苏夫人姑庙     | 起讫站                  |

## 票价
20路计价方式为一票制，全程票价¥1.0。其中：
- 泉通卡普通卡9折，月票卡、敬老卡、爱心卡优惠功能有效
- 可使用泉城通APP及支付宝、云闪付、微信乘车码支付

## 配车
20路配车数总计7部，其中：
- 大金龙XMQ6802AGBEVL2  7部

- 亚星JS6880C93H
（2010.11 - 2016.12）
- 福达FZ6890UF3G3
（2016.12 - 2018.5）
- 大金龙XMQ6802AGBEVL2
（2018.5 - ）

## 相关
- 泉州公交线路列表
- 泉州公交28路
- 泉州公交41路